# François, Duce de Beaufort
François de Vendôme, Duce de Beaufort (n. 16 ianuarie 1616, Château de Coucy⁠(d), Hauts-de-France, Franța – d. 25 iunie 1669, Heraklion, Republica Veneția) a fost fiul lui César de Vendôme și al Françoise de Lorena. A fost o figură proeminentă a Frondei. A fost vărul regelui Ludovic al XIV-lea, nu s-a căsătorit niciodată și nu a avut copii.

## Biografie
François s-a născut la Paris. Tatăl lui a fost César de Bourbon, duce de Vendôme, fiul recunoscut al regelui Henric al IV-lea al Franței și a metresei sale, Gabrielle d'Estrées. Mama lui a fost Françoise de Lorena (1592–1669), fiica și moștenitoarea lui Philippe Emmanuel, Duce de Mercœur, un rival al lui Henric al IV-lea. A avut o soră, Élisabeth de Bourbon, și un frate, Louis, Duce de Vendôme.
Beaufort a fost o figură pitorească în istoria Franței din secolul al XVII-lea. Și-a început cariera militară și a servit în prima campanie a Războiului de Treizeci de Ani, însă ambițiile sale și caracterul lipsit de scrupule au găsit curând un domeniu mai favorabil în intrigile de la curte. În anul 1642 s-a alăturat conspirației "Cinq Mars" împotriva Cardinalului Richelieu și a fost obligat să trăiască în exil în Anglia până la moartea lui Richelieu.
Reîntors în Franța, Beaufort a devenit centrul unui grup cunoscut drept "Importanții", grup în care predominau doamnele de la curte, în special Ducesa de  Chevreuse și Ducesa de Montbazon. După moartea regelui, Beaufort a fost aproape să devină capul noului guvern însă funcția a fost câștigată de Jules Mazarin, Beaufort a fost acuzat de complot la crimă și închis la Vincennes în septembrie 1643.
Beaufort a evadat din închisoare la 31 mai 1648, chiar la timp pentru a se alătura Frondei, care a început în august 1648. S-a situat alături de prinți și Parlament împotriva lui Mazarin. Aspectul său personal, afectarea lui față de manierele populiste, calitatea sa de nepot (legitimat) al regelui Henric al IV-lea l-au transformat în favoritul parizienilor, care îl aclamau peste tot. Era poreclit Roi des Halles (Regele piețelor). François a sperat că va deveni prim-ministru. Dar printre membrii Parlamentului și ceilalți lideri ai Fronde, el a fost privit ca un simplu instrument. Avea o inteligență mediocră și nu a arătat nici un talent în timpul războiului.
L-a ucis pe soțul surorii sale, Charles-Amédée de Savoia, în duel în 1652.
Odată ce Mazarin a revenit în Paris, l-a exilat pe Beaufort în octombrie 1652; i s-a permis să revină în 1654, când cardinalul nu mai avea motive să se teamă de el. În 1658 a fost numit general superintendent de navigație sau șeful marinei, și și-a servit regele în mod credincios în războaie navale. A fost ucis în timpul Atacului de la Candia, conducând trupe franceze împotriva turcilor. Corpul său nu a fost descoperit pe câmpul de bătălie  iar dispariția a stat la baza a numeroase legende, printre care că ar fi fost prizonier al sultanului Mahomed al IV-lea sau identificat ca omul cu masca de fier.